# Liste von Söhnen und Töchtern der Stadt Fortaleza
Die Liste von Söhnen und Töchtern der Stadt Fortaleza zählt Personen auf, die in der brasilianischen Hauptstadt Fortaleza des Bundesstaates Ceará geboren wurden und in der deutschsprachigen Wikipedia mit einem Artikel vertreten sind. Die Liste erhebt keinen Anspruch auf Vollständigkeit.

## 19. Jahrhundert

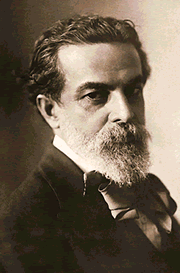
Alberto Nepomuceno
(1864–1920)

- Luiz Vieira da Silva (1828–1889), Rechtsanwalt, Bankier und Politiker im Kaiserreich Brasilien
- Araripe Júnior (1848–1911), Jurist, Literaturkritiker und Schriftsteller
- Alberto Nepomuceno (1864–1920), Komponist
- Silvino Gurgel do Amaral (1874–1961), Diplomat
- Diogo Graf (1896–1966), Schweizer Maler und Lehrer
- Humberto Castelo Branco (1897–1967), Militär, Politiker und erster Präsident Brasiliens während der Militärdiktatur
- Clóvis Monteiro (1898–1961), Romanist, Lusitanist und Brasilianist

## 20. Jahrhundert

Rachel de Queiroz
(1910–2003)

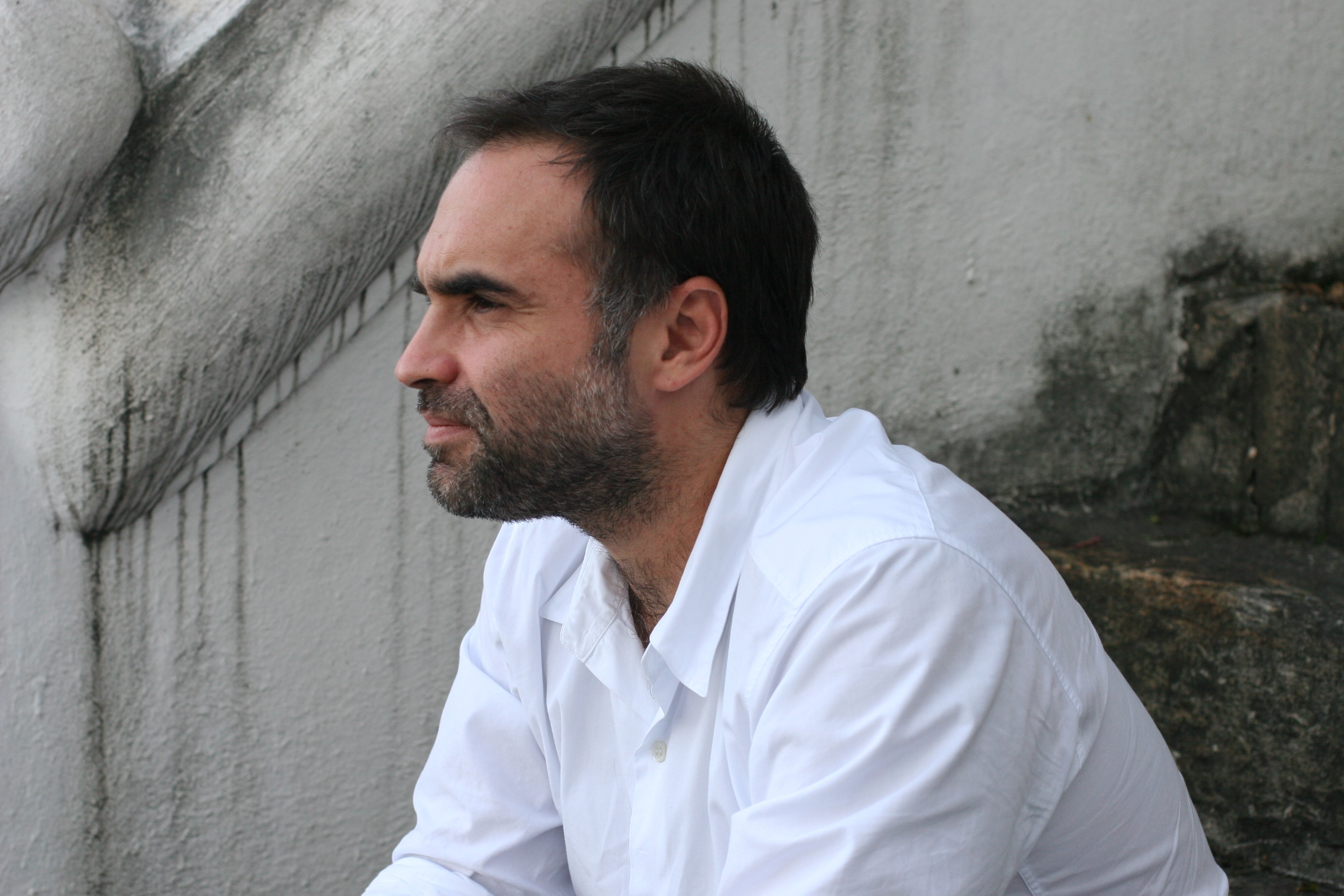
Karim Aïnouz (* 1966)

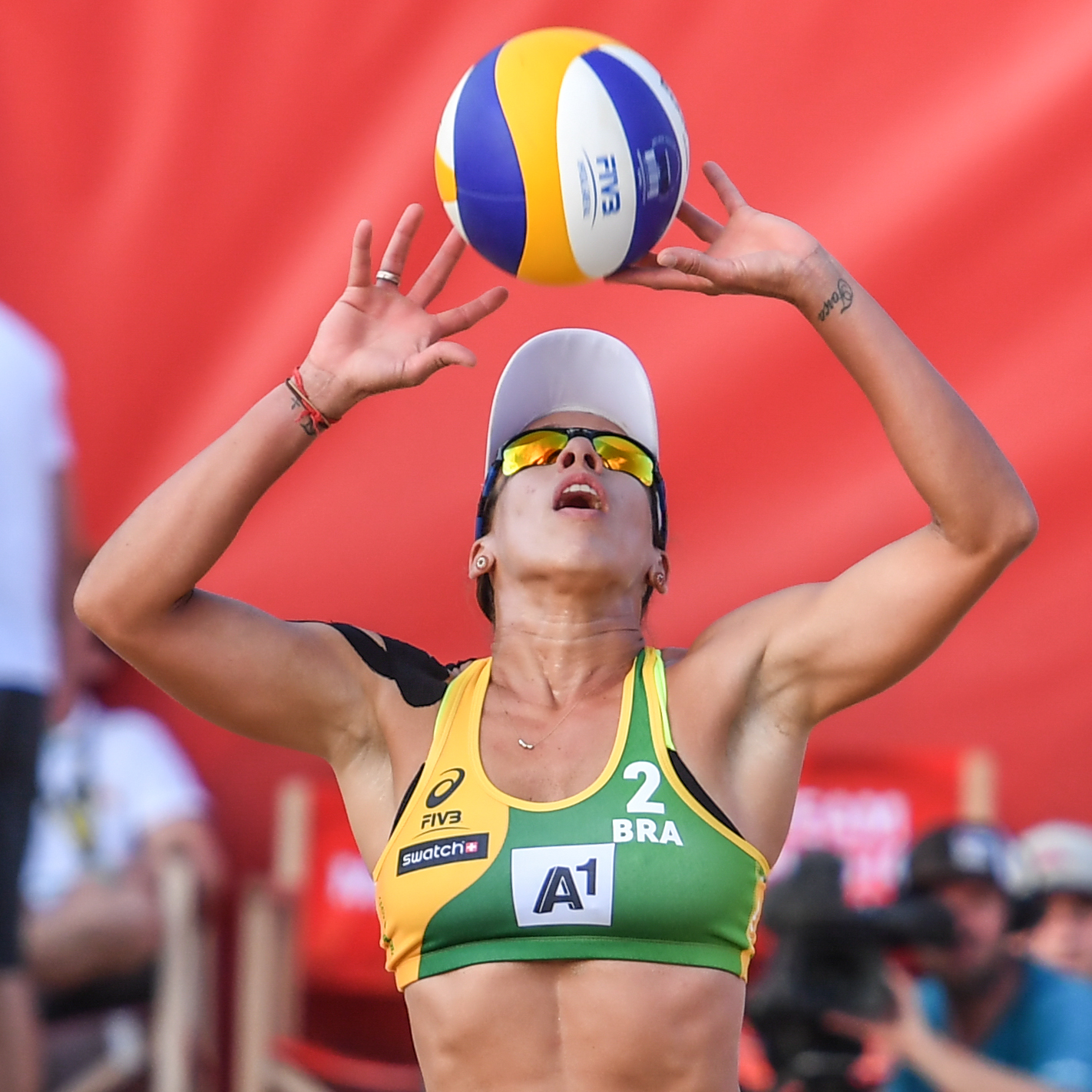
Taiana Lima (* 1984)

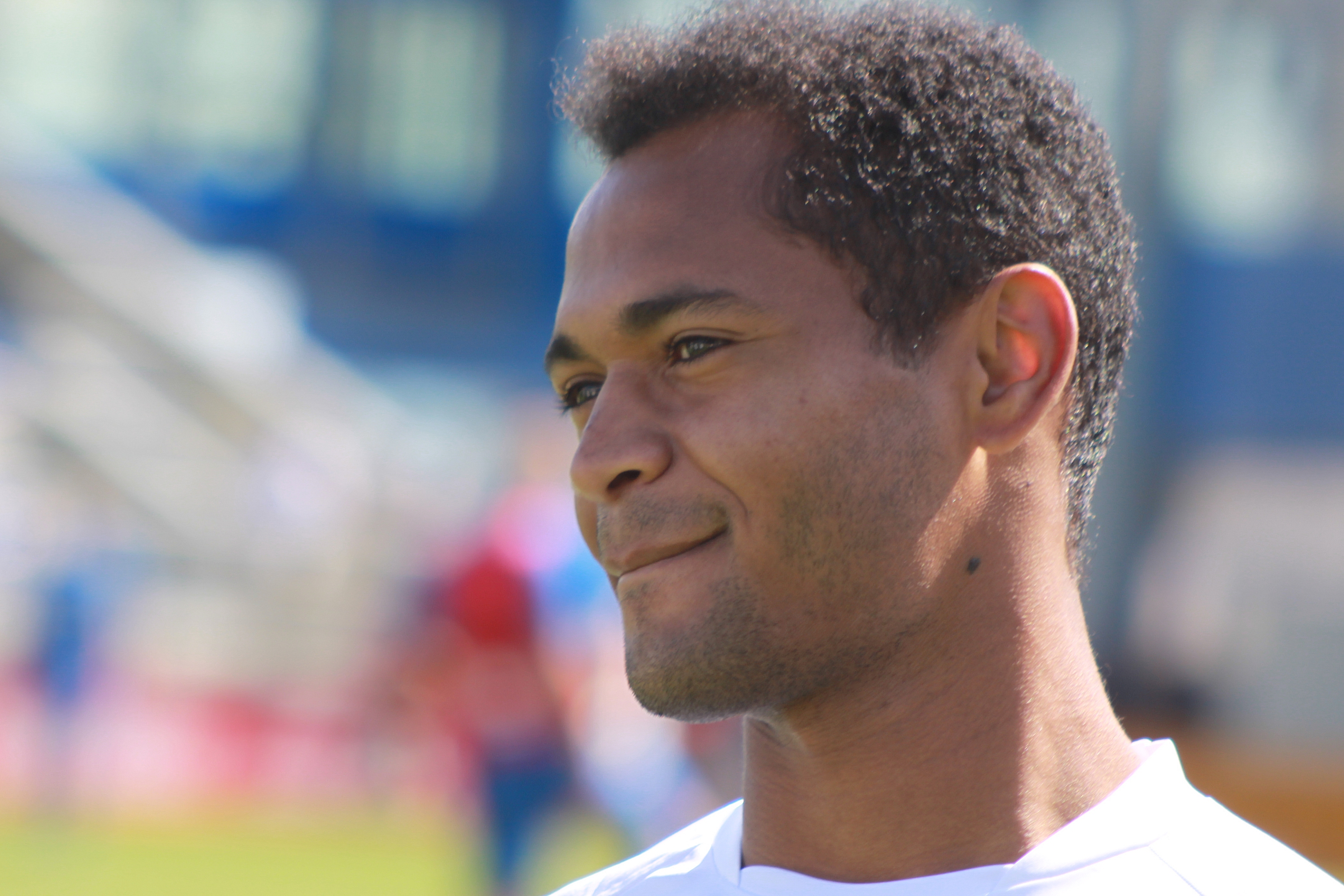
Raffael (* 1985)

- Hélder Câmara (1909–1999), Erzbischof von Olinda und Recife
- Rachel de Queiroz (1910–2003), Schriftstellerin
- Mauricio Peixoto (1921–2019), Mathematiker
- José Aratanha (* 1922), Seeoffizier
- Gerardo de Andrade Ponte (1924–2006), römisch-katholischer Geistlicher, Bischof von Patos
- Paulo Eduardo Andrade Ponte (1931–2009), katholischer Geistlicher, Erzbischof von São Luís do Maranhão
- Nildo Parente (1936–2011), Schauspieler
- Jerônimo Moscardo (* 1940), Diplomat und Jurist, 1993 Kulturminister
- Francisco Gómes Fernándes (1943–2014), Fußballspieler
- Maria da Penha (* 1945), Menschenrechtlerin
- Joyce Cavalcante (* 1949), Schriftstellerin
- Marlui Miranda (* 1949), Musikethnologin und Musikerin
- José Leonilson (1957–1993), Künstler
- José Roberto Silva Carvalho (* 1960), römisch-katholischer Geistlicher, Bischof von Caetité
- Roberto Moreira (* 1965), Beachvolleyballspieler
- Karim Aïnouz (* 1966), brasilianisch-algerischer Filmregisseur und bildender Künstler
- Franco José Vieira Neto (* 1966), Beachvolleyballspieler
- Magda Lima (* 1968), Beachvolleyballspielerin
- Luizianne Lins (* 1968), Politikerin
- Evaldo Carvalho dos Santos (* 1969), römisch-katholischer Ordensgeistlicher, Bischof von Viana
- Francisco Narcizio (* 1971), Fußballspieler
- Júlio César Gomes Moreira (* 1972), römisch-katholischer Geistlicher, Weihbischof in Belo Horizonte
- Márcio Araújo (* 1973), Beachvolleyballspieler
- Shelda Bede (* 1973), Beachvolleyballspielerin
- Mário Jardel (* 1973), Fußballspieler
- Thiago Monteiro (* 1981), Tischtennisspieler
- Pinga (* 1981), Fußballspieler
- Jônatas Domingos (* 1982), Fußballspieler
- Dudu Cearense (* 1983), Fußballspieler
- Sandro da Silva Mendonça (* 1983), Fußballspieler
- Taiana Lima (* 1984), Beachvolleyballspielerin
- Davi José Silva do Nascimento (* 1984), Fußballspieler
- Ari (* 1985), Fußballspieler
- Raffael (* 1985), Fußballspieler
- Ronny (* 1986), Fußballspieler
- Osvaldo Lourenço Filho (* 1987), Fußballspieler
- Gisele Oppermann (* 1987), deutsch-brasilianisches Model und Reality-TV-Darstellerin
- Matteo Ingrosso (* 1988), italienischer Beachvolleyballspieler
- Paolo Ingrosso (* 1988), italienischer Beachvolleyballspieler
- Sam Alves (* 1989), Popsänger
- Marcilio Browne (* 1989), Windsurfer
- Adriana Cardoso de Castro (* 1990), Handballspielerin
- André Diamant (* 1990), Schachspieler
- Pedro Henrique Estumano da Costa (* 1991), brasilianisch-portugiesischer Fußballspieler
- Stênio Júnior (* 1991), Fußballspieler
- Carolina Horta Máximo (* 1992), Beachvolleyballspielerin
- Rebecca Cavalcanti Barbosa Silva (* 1993), Beachvolleyballspielerin
- Eduardo Antônio Machado Teixeira (* 1993), Fußballspieler
- Wendell (* 1993), Fußballspieler
- Thiago Monteiro (* 1994), Tennisspieler
- Hegeile Almeida dos Santos (* 1995), Beachvolleyballspielerin
- Léo Ceará (* 1995), Fußballspieler
- Manoel Messias (* 1996), Triathlet
- Michel Macedo (* 1998), Skirennläufer
- Evanilson (* 1999), Fußballspieler

## 21. Jahrhundert
- Stephan Seiler (* 2000), schweizerisch-brasilianischer Fußballspieler
- Caio Vidal (* 2000), Fußballspieler
- Mateus De Paula Dultra (* 2001), Beachvolleyballspieler
- Matheus Lima (* 2003), Leichtathlet